# Леннук

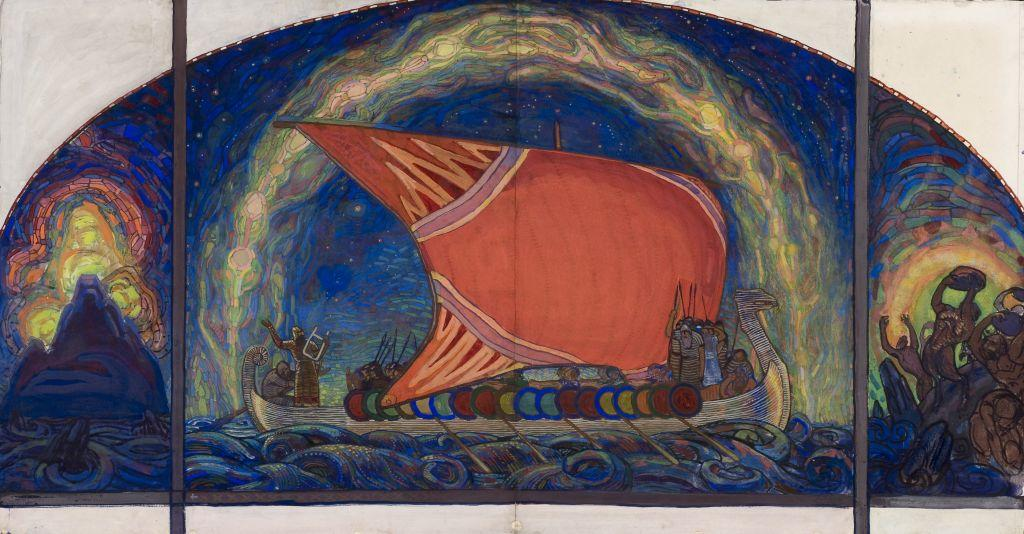
«Леннук». Николай Трийк. 1910

Ле́ннук, «Летучий» (эст. Lennuk, в буквальном переводе с эст. самолёт) — корабль Калевипоэга, героя эстонского народного эпоса «Калевипоэг».
Упоминается в шестнадцатой песни эпоса.
Художники Кристьян Рауд и Николай Трийк изобразили «Леннук» как лангскип.

## Эпос «Калевипоэг». Песнь шестнадцатая
Постройка корабля и отплытие * Путешествие на край света * Лапландия и Варрак

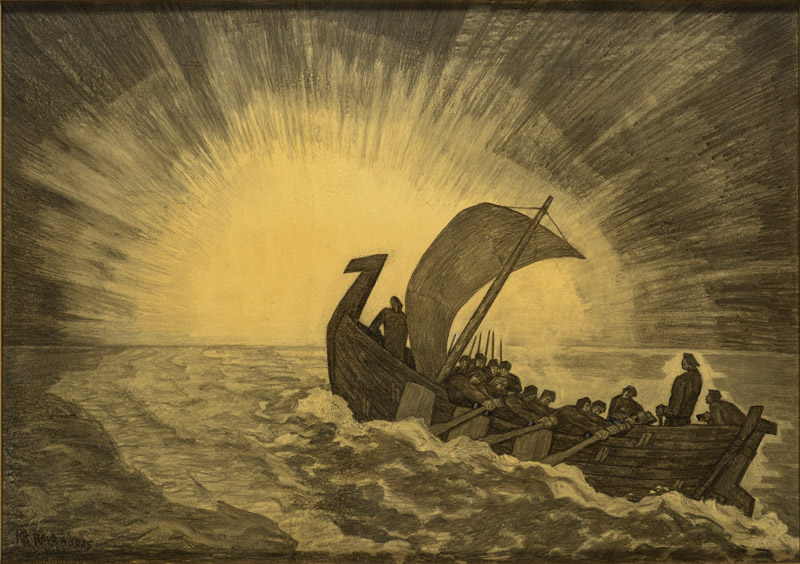
«Путешествие Калевипоэга на край света». Кристьян Рауд. 1935

Калевипоэг решает дойти из Линданисе до края света и с этой целью собирается строить корабль. Для этого он приказывает Олевипоэгу свалить могучий дуб. Однако Олевипоэгу такое дело не под силу, он просит найти умелого силача, чтобы тот срубил могучий дуб под корень.
Но тут приходят «мужи из Турьи» и мудрые старцы из земли Суоми и говорят, что корабль надо строить из железа, потому что деревянный сгорит от «грозных северных сияний». Тогда Калевипоэг приказывает построить корабль полностью из серебра, включая мачты и канаты. Название кораблю было выбрано потому, что он как бы летел над волнами. Для Калевипоэга делают золотую кольчугу, для начальников — серебряную, для ратников — медную, для старейшин — стальную, а для остальных мореходов — железную.
Из далёких странствий «Леннук» возвращается домой целым и невредимым, и о его дальнейшей судьбе в эпосе не рассказывается.
По мнению эстонского семиотика Вальдура Микита, название Леннук, возможно, придумал собиратель фольклора Йохан Лагос, на основе материалов которого Ф. Р. Крейцвальд составил десятую и шестнадцатую песни «Калевипоэга».

## Использование названия «Леннук» в настоящее время
- Самолёт в эстонском языке стал называться ′lennuk′.
- В 1918–1933 годах в составе Военно-морских сил Эстонии был миноносец «Леннук»[6].
- На паруснике «Леннук»[эст.] под флагом Эстонии эстонцы в период с 16 октября 1999 года по 19 марта 2001 года совершили кругосветное путешествие[7].